# Grand Camée de France
De Grand Camée de France is een vijf lagen tellende sardonyx camee gedateerd rond 23 n.Chr.. De camee meet ongeveer 31 cm in de hoogte en 26,5 cm in de breedte. Het is voor het eerst geattesteerd in de eerste inventaris van de schat van de Sainte-Chapelle voor 1279. Het kwam op 1 mei 1791 op bevel van Lodewijk XVI in het Cabinet des Médailles van de Bibliothèque nationale de France terecht (inventarisnummer Babelon 264).

## Herkomst
De precieze herkomst van deze camee is onbekend. Maar het is waarschijnlijk dat deze in de Romeinse tijd werd meegenomen bij de verplaatsing van het centrum van de macht van Rome naar Byzantium. Het werd door Boudewijn II van Namen, keizer van het Latijnse Keizerrijk, verpand of verkocht aan Lodewijk IX van Frankrijk. Vervolgens wordt het vermeld in een inventaris uit 1279 van de schatten van de Sainte-Chapelle in Parijs. Het werd door Filips VI van Frankrijk in 1342 of 1343 naar Paus Clemens VI in Avignon gestuurd, mogelijk als onderpand voor financiële steun. Paus Clemens VII gaf hem terug voor 1363 aan de dauphin, de latere Karel V van Frankrijk. Vervolgens werd de camee in 1379 terug overgebracht naar de Sainte-Chapelle. Het werd in 1792 opgeëist door Lodewijk XVI van Frankrijk, teneinde deze te beschermen tegen de revolutionairen, en onderbracht in het Cabinet des Médailles. Daar werd het in 1804 uit gestolen, maar het werd in 1805 naar Frankrijk teruggebracht.

## Iconografie
Het is de grootste antieke camee die is overgeleverd. Het is in vierentwintig lagen gegraveerd, verdeeld in drie niveaus. De algemene betekenis en propagandistische bedoeling van het werk zijn duidelijk - om de continuïteit en dynastieke legitimatie van de Julisch-Claudische dynastie te bevestigen. Helemaal bovenaan bevinden zich de overleden leden - Divus Augustus, met aan weerszijden Drusus minor en Germanicus op Pegasus. In het midden zijn de nog levende leden van de dynastie afgebeeld - meestal verondersteld de princeps Tiberius en zijn moeder Julia Augusta te zijn, met een als imperator geklede Nero Julius Caesar (gedacht Tiberius' erfgenaam te zijn) achter en Drusus Julius Caesar en Gaius Julius Caesar (Caligula) voor Tiberius en Livia staand. Helemaal onderaan bevinden zich gevangengenomen barbaren.

## Tentoonstellingscatalogus
- M.-P. Laffitte - O. Gantier (edd.), 1789, Le Patrimoine libéré : 200 trésors entrés à la Bibliothèque nationale de 1789 à 1799, Parijs, 1989, nr. 83.